# Абдурахманов, Ризван Гасанович
Абдурахманов Ризван Гасанович (5 августа 1998 года Цудахар, Левашинский район, Дагестан) — Российский сурдлимпийский борец греко-римского стиля. Заслуженный Мастер спорта.  Мастер спорта международного класса. Двухкратный чемпион Мира (2018, 2021) , Чемпион Европы 2019.

## Биография
Родился 5 августа 1998 года в селе Цудахар Левашинского района Республики Дагестан..

## Достижения в спорте глухих
- Чемпионат Мира по греко-римской борьбе (Стамбул 2021)
- Чемпионат Европы по греко-римской борьбе (Гомель, 2019)
- Чемпионат Мира по греко-римской борьбе (Владимир, 2018)
- Первенство Мира среди юниоров (Владимир, 2018)
- Первенство Мира среди юниоров (Тегеран, 2016)
- Первенство Европы среди юниоров (Тбилиси, 2015)
- Первенство Мира среди юниоров (Ереван, 2014)